# ゆらゆら帝国のしびれ
『ゆらゆら帝国のしびれ』（ゆらゆらていこくのしびれ）は、日本のバンドゆらゆら帝国のメジャー4枚目（通算8枚目）のアルバムである。2003年2月26日発売。発売元はユニバーサルミュージック。

## 概要
- 前作から2年ぶりとなるアルバム。
- アルバム『ゆらゆら帝国のめまい』と同時発売。

## PV
本アルバムの6曲目に収録されている『夜行性の生き物3匹』は、シングルカットされていないものの、ミュージックビデオが制作・公開された。
PVの内容は、白地をバックに、3人のひょっとこの面をつけた男性が阿波踊りを踊り続けるものであり、PVを監督した山口保幸は、Musicman-netのインタビューの中で、「ボーカルの坂本慎太郎から、『夜行性の生き物3匹』はリズムが阿波踊りだから、踊っているだけの映像にしてもよいのではないかと提案された」と、このような内容にした理由を述べている。

## 収録曲
| 全作詞: 坂本慎太郎（#8を除く）、全作曲・編曲: ゆらゆら帝国。 |                                             |                         |              |      |
| #                                                            | タイトル                                    | 作詞                    | 作曲・編曲   | 時間 |
| 1.                                                           | 「ハラペコのガキの歌」                      | 坂本慎太郎 （#8を除く） | ゆらゆら帝国 | 5:08 |
| 2.                                                           | 「時間」                                    | 坂本慎太郎 （#8を除く） | ゆらゆら帝国 | 6:07 |
| 3.                                                           | 「侵入」                                    | 坂本慎太郎 （#8を除く） | ゆらゆら帝国 | 9:22 |
| 4.                                                           | 「誰だっけ?」                               | 坂本慎太郎 （#8を除く） | ゆらゆら帝国 | 2:20 |
| 5.                                                           | 「傷だらけのギター」                        | 坂本慎太郎 （#8を除く） | ゆらゆら帝国 | 4:02 |
| 6.                                                           | 「夜行性の生き物3匹」                       | 坂本慎太郎 （#8を除く） | ゆらゆら帝国 | 3:48 |
| 7.                                                           | 「貫通 (アルバムバージョン)」               | 坂本慎太郎 （#8を除く） | ゆらゆら帝国 | 7:15 |
| 8.                                                           | 「機械によるイジメ (インストゥルメンタル)」 | 坂本慎太郎 （#8を除く） | ゆらゆら帝国 | 3:15 |
| 9.                                                           | 「無い!!」                                  | 坂本慎太郎 （#8を除く） | ゆらゆら帝国 | 7:12 |
| 合計時間:                                                    | 合計時間:                                   | 48:29                   |              |      |

## 反響

### 受賞
| SPACE SHOWER Music Video Awards |                         |                        |
| 年                              | 受賞作品                | 部門                   |
| 2004                            | 「夜行性の生き物三匹 」 | BEST ALTERNATIVE VIDEO |